# Корнилова, Лилия Николаевна
Лилия Николаевна Корнилова (р. 23 мая 1951, Челябинск) — российская актриса театра, Заслуженная артистка Российской Федерации (2000), член Союза театральных деятелей России (1999).

## Биография
В 1973 году окончила факультет театральной режиссуры Челябинского государственного института культуры. Работала в театре-студии «У паровоза» под руководством З. А. Александровой, затем в муниципальном театре «Ключъ». В 1993 году перешла в только что открывшийся «Новый художественный театр». С 2001 по 2003 — художественный руководитель театра. Актёрский диапазон позволяет Лилии Корниловой играть в драматическом, комедийном и вокальном жанрах. Участница фестиваля «Театр без границ» (1999) и Международного фестиваля «Ламбушка» (2000). В 2008 году открыла собственный Международный открытый музыкальный театр «КЛиКо».

## Театральные работы
- 1980 — «Человеческий голос» (моноспектакль)
- 1986 — «Последняя женщина сеньора Хуана» Л. Жуховицкий — Кончита
- 1988 — «Виктория-Регия»
- 1990 — «Пробный сеанс» — Психиатр
- «Осенняя красавица»
- 1997 — «Проба на роль Великой Актрисы» Э. Радзинский — Анна Григорьевна
- 1998 — «Просто показалось»
- 1998 — «Абрикосовый рай» Е. Исаев
- «Под крышей Парижа»
- 1999 — «Из тени в свет перелетая» А. Середа (моноспектакль)
- 1999 — «Под одной крышей» Л. Разумовская
- «Английский газон» Е. Радченко
- 2001 — «Другая жизнь Обломова» М. Угаров — Ольга Сергеевна Ильинская
- 2001 — «100 свечей» А. Невиль — Марлен
- 2003 — «Сильное чувство» И. Ильф и Е. Петров — Мама
- 2008 — «Хочу быть клоуном» — Поночка
- «Совиновники»
- «Светлые души»
- «Стеклянный, оловянный, деревянный»
- «Приключения милиционера Пешкина»
- «Дуэт «ПеЖё» (музыкальная буффонада)